# Liste der Bodendenkmäler in Bielefeld
Die Liste der Bodendenkmäler in Bielefeld enthält die denkmalgeschützten unterirdischen baulichen Anlagen, Reste oberirdischer baulicher Anlagen, Zeugnisse tierischen und pflanzlichen Lebens und paläontologischen Reste auf dem Gebiet der Stadt Bielefeld in Nordrhein-Westfalen (Stand: Juli 2020). Diese Bodendenkmäler sind in Teil B der Denkmalliste der Stadt Bielefeld eingetragen; Grundlage für die Aufnahme ist das Denkmalschutzgesetz Nordrhein-Westfalen (DSchG NRW).
| Bild                 | Bezeichnung                                | Lage | Beschreibung      | Bauzeit | Eingetragen seit | Denkmal- nummer |
| -------------------- | ------------------------------------------ | --- | ----------------- | ------- | ---------------- | --------------- |
| weitere Bilder       | Klosterruine                               | Bielefeld / Quelle Flur 89, Flurstücke 1, 2, 3, 4, 14, 247 / Flur 4, Flurstücke 276, 2725, 2784, Flur 5, Flurstücke 46, 133                        |                   |         |                  | 1 a–c           |
|                      | Siedlungsplatz                             | Quelle Flur 3, Flurstücke 748, 750 |                   |         |                  | 2 a             |
|                      | Erdwerk                                    | Brackwede Flur 8, Flurstück 128 |                   |         |                  | 3               |
|                      | Grabhügelgruppe                            | Brackwede Flur 12, Flurstück 525 | siehe auch Nr. 50 |         |                  | 4               |
|                      | Grabhügel                                  | Quelle Flur 4, Flurstück 2822 |                   |         |                  | 5               |
|                      | Grabhügel                                  | Quelle Flur 3, Flurstücke 823, 1041 |                   |         |                  | 6 a             |
|                      | Grabhügel                                  | Quelle / Hoberge-Uerentrup Flur 5, Flurstücke 45, 90 / Flur 11, Flurstücke 42, 44, 45                                                              |                   |         |                  | 7 a–e           |
|                      | Erdwerk                                    | Quelle / Bielefeld Flur 4, Flurstück 315 / Flur 89, Flurstück 169                                                                                  |                   |         |                  | 8 a–b           |
| Wallburg             | Wallburg                                   | Quelle Flur 5, Flurstücke 25, 56, 87, 88, 89 Karte                                                                                                 |                   |         |                  | 9 a–c           |
|                      | Landwehr                                   | Quelle Flur 3, Flurstücke 413, 902, 926, Flur 5, Flurstücke 21, 52                                                                                 |                   |         |                  | 10 a–b          |
|                      | Erdwerk                                    | Brackwede Flur 4, Flurstücke 234, 538 |                   |         |                  | 11              |
|                      | Erdwerk                                    | Quelle Flur 4, Flurstücke 309, 310, 505, 563, 588, 590, 1162, 1767, 1768, 1769, 1770, 1771, 1808                                                   |                   |         |                  | 12 a–g          |
|                      | Erdwerk                                    | Quelle Flur 5, Flurstück 93 |                   |         |                  | 13              |
|                      | Hohlweg                                    | Quelle Flur 5, Flurstücke 70, 81, 82, 83, 84, 93                                                                                                   | siehe auch Nr. 23 |         |                  | 14 a–e          |
|                      | Grabhügel                                  | Quelle Flur 1, Flurstücke 1555, 1556, 1559 |                   |         |                  | 15 a            |
| BW                   | Kultstätte                                 | Niederdornberg-Deppendorf Flur 2, Flurstück 32 Karte                                                                                               |                   |         |                  | 16              |
|                      | Siedlungsplatz                             | Hoberge-Uerentrup Flur 4, Flurstücke 11, 12, 88, Flur 6, Flurstücke 14, 63                                                                         |                   |         |                  | 17 a–b          |
|                      | Siedlungsplatz                             | Hoberge-Uerentrup Flur 2, Flurstücke 21, 58 |                   |         |                  | 18 a            |
|                      | Siedlungsplatz                             | Großdornberg Flur 2, Flurstücke 159, 238, 239 |                   |         |                  | 19 a–b          |
|                      | Siedlungsplatz                             | Bielefeld Flur 35, Flurstücke 36, 120, 124, 148 |                   |         |                  | 20              |
|                      | Gräfteninsel                               | Hoberge-Uerentrup Flur 2, Flurstück 125 |                   |         |                  | 21              |
|                      | Erdwerk                                    | Kirchdornberg Flur 3, Flurstück 79 |                   |         |                  | 22              |
|                      | Hohlweg                                    | Hoberge-Uerentrup Flur 2, Flurstück 96 | siehe auch Nr. 14 |         |                  | 23              |
|                      | Siedlungsplatz                             | Jöllenbeck Flur 10, Flurstück 325 |                   |         |                  | 24              |
|                      | Siedlungsplatz                             | Jöllenbeck Flur 2, Flurstücke 207, 327, 334, 335, 26                                                                                               |                   |         |                  | 25 a–b          |
|                      | Siedlungsplatz                             | Jöllenbeck Flur 9, Flurstück 430 |                   |         |                  | 26              |
|                      | Siedlungsplatz                             | Jöllenbeck Flur 2, Flurstücke 30, 31 |                   |         |                  | 27              |
|                      | Siedlungsplatz                             | Vilsendorf Flur 1, Flurstücke 29, 272 |                   |         |                  | 28              |
|                      | Werkplatz                                  | Jöllenbeck Flur 2, Flurstück 712 |                   |         |                  | 29              |
|                      | Erdwerk                                    | Jöllenbeck Flur 4, Flurstück 1566 |                   |         |                  | 30              |
|                      | Flurrelikte                                | Jöllenbeck Flur 3, Flurstücke 17, 20 |                   |         |                  | 31 a–b          |
|                      | Siedlungsplatz oder Brandgräberfeld        | Vilsendorf Flur 3, Flurstück 20 |                   |         |                  | 32              |
|                      | Gräfteninsel                               | Theesen Flur 1, Flurstück 102 |                   |         |                  | 33              |
|                      | Siedlungsplatz                             | Brake Flur 13, Flurstück 53 |                   |         |                  | 34              |
|                      | Flurrelikte                                | Brönninghausen Flur 1, Flurstück 205 |                   |         |                  | 35              |
|                      | Zwei Grabhügel                             | Bielefeld Flur 60, Flurstück 751 |                   |         |                  | 36              |
|                      | Grabhügel                                  | Bielefeld Flur 60, Flurstück 751 |                   |         |                  | 37              |
|                      | Grabhügelgruppe                            | Lämershagen-Gräfinghagen Flur 6, Flurstücke 177, 763                                                                                               |                   |         |                  | 38              |
|                      | Grabhügel                                  | Lämershagen-Gräfinghagen Flur 2, Flurstück 89 |                   |         |                  | 39              |
|                      | Landwehr                                   | Lämershagen-Gräfinghagen Flur 1, Flurstück 68, Flur 6, Flurstücke 172, 185, 763                                                                    |                   |         |                  | 40 a–d          |
|                      | Grabhügelgruppe                            | Lämershagen-Gräfinghagen Flur 5, Flurstücke 153, 271                                                                                               |                   |         |                  | 41              |
|                      | Grabhügel                                  | Sennestadt Flur 7, Flurstück 135 |                   |         |                  | 42              |
|                      | Grabhügel                                  | Sennestadt Flur 5, Flurstück 143 |                   |         |                  | 43              |
| weitere Bilder       | Wallburg                                   | Lämershagen-Gräfinghagen Flur 4, Flurstück 57 Karte                                                                                                |                   |         |                  | 44              |
|                      | Kulturhöhle                                | Lämershagen-Gräfinghagen Flur 10, Flurstück 5 |                   |         |                  | 45              |
|                      | Siedlungsplatz                             | Sennestadt / Senne I Flur 1, Flurstücke 34, 35, 198, Flur 2, Flurstück 43, Flur 4, Flurstück 21 / Flur 2, Flurstücke 37, 38, 42, 49, 117, 118, 119 |                   |         |                  | 46 a–c          |
|                      | Siedlungsplatz mit Flurrelikten            | Senne I Flur 1, Flurstücke 44, 124, 126, 127, 128, 129, 183, 276, 278                                                                              |                   |         |                  | 47 a–b          |
|                      | Grabhügel                                  | Lämershagen-Gräfinghagen Flur 5, Flurstück 213 |                   |         |                  | 48              |
|                      | Gräberfeld                                 | Senne I Flur 2, Flurstück 51 |                   |         |                  | 49              |
|                      | Gräberfeld                                 | Senne I Flur 1, Flurstück 212 | siehe auch Nr. 4  |         |                  | 50              |
|                      | Landwehr (Potthofs)                        | Brackwede Flur 10, Flurstücke 89, 132, 133 |                   |         |                  | 51              |
| Römischer Wachposten | Römischer Wachposten                       | Bielefeld Flur 68, Flurstück 274 |                   |         |                  | 52              |
|                      | Hohlweg                                    | Bielefeld Flur 87, Flurstück 188 |                   |         |                  | 53              |
|                      | Siedlungsbereich Welle                     | Bielefeld Flur 92, Flurstücke 859, 862 |                   |         |                  | 54              |
|                      | Paläontologisches Bodendenkmal             | Bielefeld Flur 89, Flurstücke 198, 200 |                   |         |                  | 55              |
| weitere Bilder       | Sparrenburg                                | Bielefeld Flur 6, Flurstück 643, Flur 68, Flurstück 68                                                                                             |                   |         |                  | 56              |
|                      | Frühneuzeitlicher Stadtmauerrest           | Bielefeld Flur 92, Flurstück 1086 |                   |         |                  | 57              |
|                      | Stadtmauer Neustadt / ehemaliger Adelssitz | Bielefeld Flur 92, Flurstück 540 |                   |         |                  | 58              |
|                      | Turmruine der Stadtmauer der Neustadt      | Bielefeld Flur 92, Flurstück 920 |                   |         |                  | 59              |
|                      | Paläontologisches Bodendenkmal             | Gadderbaum Flur 10, Flurstück 152, Flur 11, Flurstück 2                                                                                            |                   |         |                  | 60 a–b          |